# Caragana sukiensis
Caragana sukiensis là một loài thực vật có hoa trong họ Đậu. Loài này được C.K.Schneid. miêu tả khoa học đầu tiên.